# Бойнтон Біч (фільм)
«Бойнтон Біч» — фільм 2005 року.

## Зміст
Головна героїня втратила чоловіка. Так, у неї залишилися діти, але вони давно виросли і у кожного тепер своє життя. Впоратися з горем допомагають їй ті, хто опинилися в такій же ситуації. Вона не тільки повертається до життя, але і вчиться робити його яскравішим, ніж було до втрати.